# 法國大廈

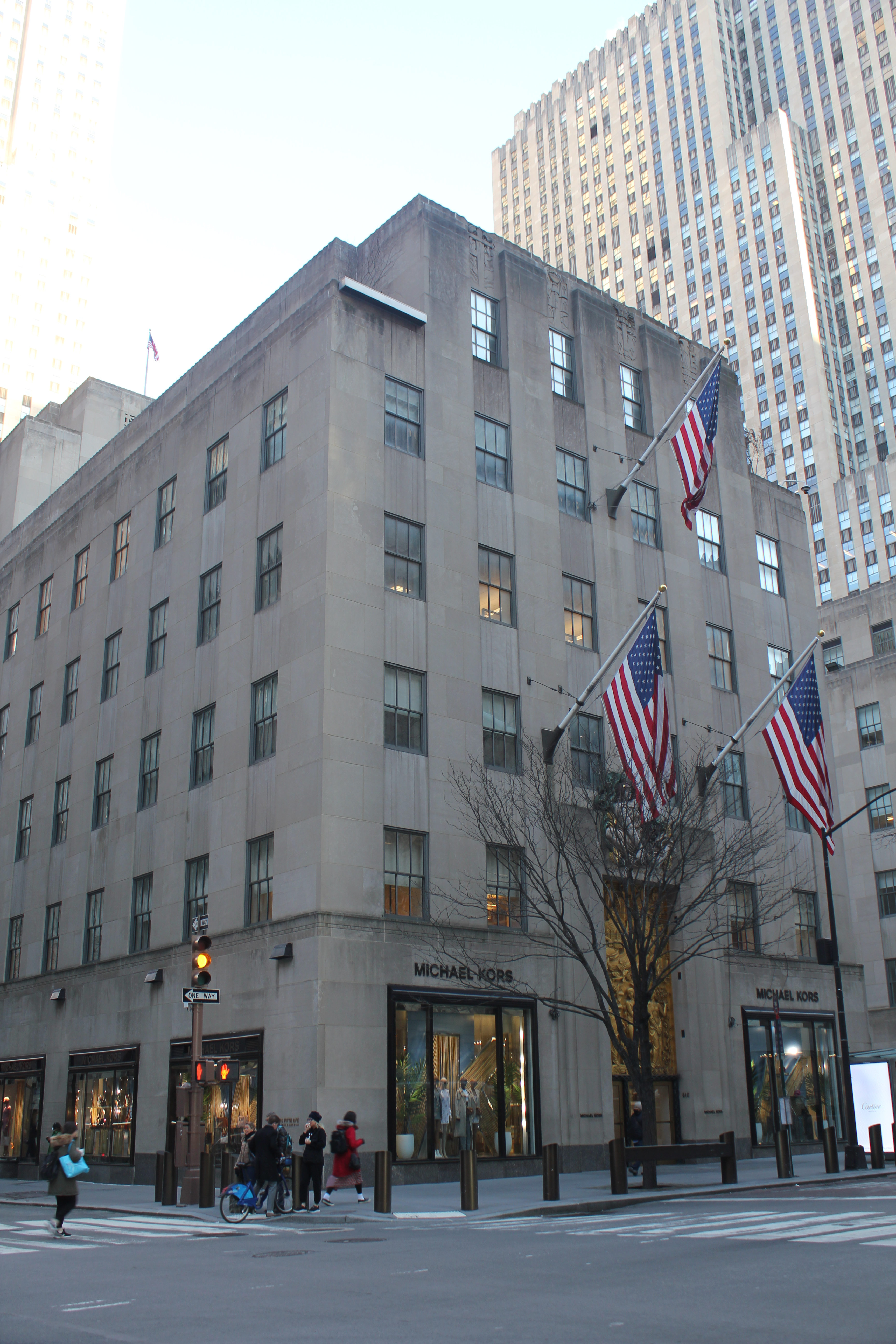

法國大廈 （英語：La Maison Francaise），是美國紐約市洛克菲勒中心的構成建築之一。這座建築又名第五大道610號，也是其地址。法國大廈竣工於1933年，和大英帝國大廈鄰接。正面使用石灰岩修建。